# Militär femkamp

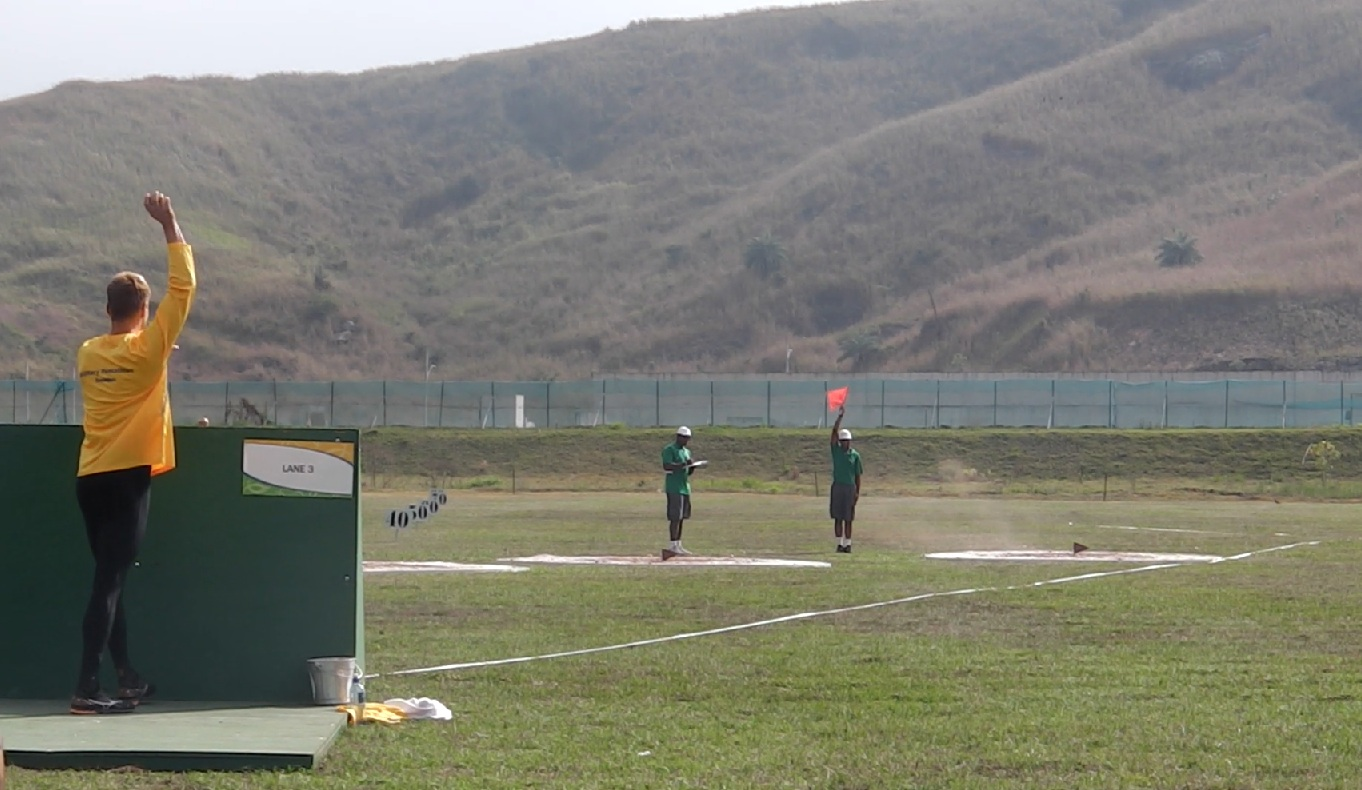
Handgranatskastning

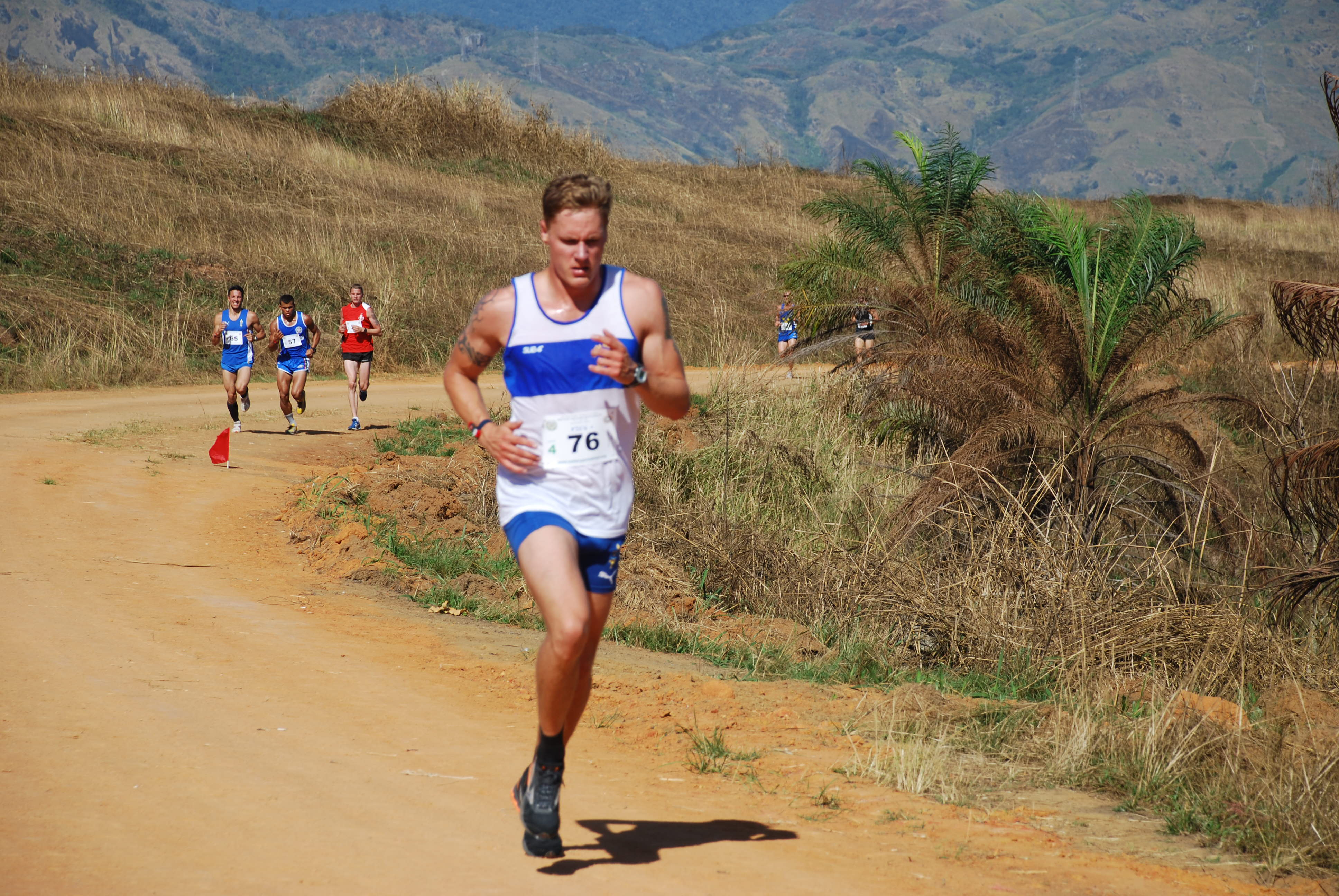
Terränglöpning

Militär femkamp är en sport med militär bakgrund men som i sin civila form blev medlem i Riksidrottsförbundet 1962 och idag ingår den som en sektion i Svenska mångkampsförbundet.
Femkampen består av skytte, hinderbana, hindersimning, kastning och terränglöpning.
Den baseras på modern femkamp men man har bytt ut ridningen och fäktningen mot militärt sett mer moderna grenar, hinderbana och kast med granatattrapp.

## Militär femkamps historia
Den franske kaptenen Henri Debrus fick 1946 idén om att skapa en tävlingsform speciellt anpassad för soldaterna i armén. Tävlingsformen inspirerades av den träningsmodell som bland annat användes av de holländska fallskärmsjägarna. Dessa släpptes ut över ett givet område och var tvungna att till fots ta sig fram till målet genom att passera ett antal hinder såsom vattendrag, klättringsmoment och dylikt. Samtidigt skulle soldaterna genomföra stridsuppgifter i form av skjutning och handgranatskastning.
Kapten Debrus tog bort fällskärmshoppet samt ändrade och systematiserade de andra övningarna så att de på ett effektivt sätt skulle komplettera träningen för soldaten i fält.
I augusti 1947 testades tävlingsformen för första gången vid träningscentrat i Freiburg vilket då var en fransk ockupationszon i Tyskland. De deltagande länderna kom från Belgien, Holland och Frankrike.
Tävlingsformen utvecklades förbättrades och blev införd i det franska försvaret under namnet Militär femkamp. 
I takt med ett ökat intresse från andra nationer infördes internationella mästerskap. På VM 2015 i Sydkorea deltog totalt 31 länder varav 30 länder på herrsidan och 16 länder på damsidan.

## Militära femkampsgrenar[2]
I militär femkamp tävlar man i följande femkampsgrenar: 
- Skytte. På ett avstånd av 200 meter skjuter de tävlande två separata serier: en precisionsserie om tio skott under max tio minuter och en snabbserie om tio skott under en minut.
- Hinderlöpning. De tävlande tar sig igenom en 500 meter lång hinderbana med 20 hinder för herrar och 16 hinder för damer.
- Hindersimning. De tävlande simmar en 50 meter lång sträcka som innehåller fyra hinder.
- Handgranatskastning. De tävlande kastar totalt 16 sportgranater på fyra olika avstånd åtföljt av tre längdkast där det längsta räknas.
- Terränglöpning. Det avslutande momentet utgörs av terränglöpning där herrarna springer 8 km och damerna springer 4 km.

## Svenska meriter
Sverige har historiskt sett skördat stora internationella framgångar i militär femkamp. Under åren  1951-1977 vann Sverige sammanlagt 16 VM-guld i lag och 12 VM-guld individuellt.
Två av de mest kända svenska militära femkamparna var Åke Moberg som tog medalj individuellt i samtliga VM 1952–1959 varav guld 1953 och 1954 samt Bengt Åke Christensson med fem individuella VM-guld under åren 1962–1968.
Under 1980-talet sattes det svenska rekordet för herrar, som står sig än i dag, av Magnus Häger med 5 530 poäng.
25 augusti 2023 sattes det gällande svenska rekordet för damer av Siri Englund med 5 275,5 poäng under VM i Halmstad. En prestation som också innebar VM-guld för Englund.
Under samma mästerskap vann också Sverige silver i lagtävlingen för damer med 15 568,2 poäng med ett lag bestående av Siri Englund (5 275,5), Hanna Aho (5 169,4), Elin Strömblad (5 123,3) och Louise Ranevi (4 720,5).
1998 vann Sverige två VM-brons i lag med Anton Bondesson, Bengt Björklund, Ola Håkansson och Magnus Berglund på herrsidan samt Anna-Maria Toader, Carmen Toader och Christina Cedervind på damsidan. Vidare vanns europacupen individuellt år 1996 av Bengt Björklund och år 2000 av Anton Bondesson. År 2011 tog herrarna en bronsmedalj i hinderbanestafetten på VM i Brasilien.